# Ladumtragen der Mistelbacher Hauerzunft

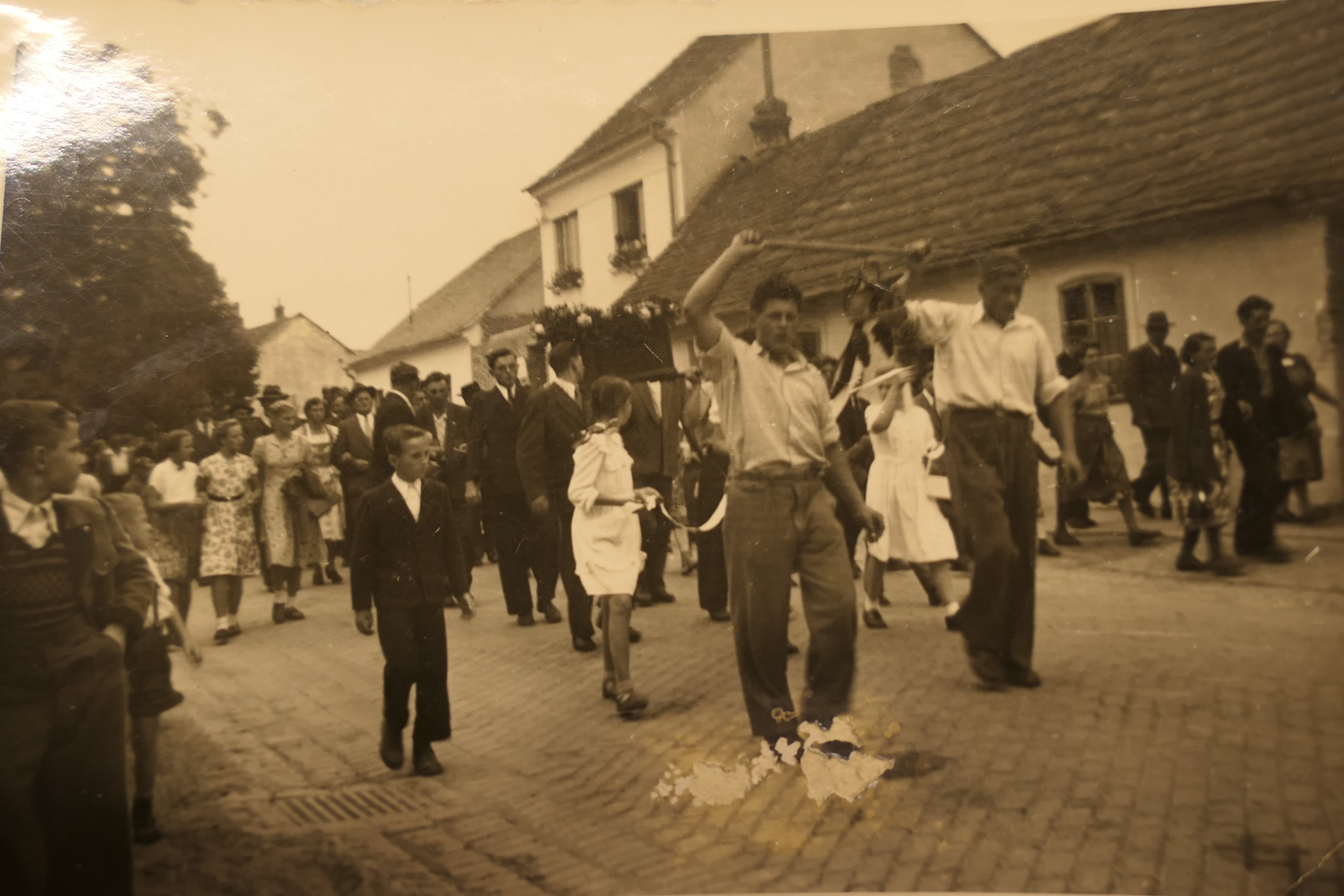
Das Ladumtragen: Weinhauerumzug in Mistelbach (August 1949). Vorne zwei Burschen mit dem Hauerschild und dahinter die Mädchen mit den Schlüsseln, gefolgt von vier Burschen mit der Hauerlade.

Beim Ladumtragen der Mistelbacher Hauerzunft handelt es sich um einen historischen Umzug in Mistelbach, Niederösterreich. Er taucht ab 1931 in der Fachliteratur auf und wird alle zwei Jahre, am Sonntag vor oder nach dem Bartholomäusfest, von der Mistelbacher Hauerzunft abgehalten. Dabei wird die Hauerlade (Zunfttruhe) feierlich vom Altzechmeister zum neu gewählten Oberzechmeister getragen. Historisch spielte die Hauerlade bei Innungszusammenkünften sowie als Kasse eine große Rolle. Es gilt als große Ehre, als Oberzechmeister nominiert zu werden und somit die Hauerlade für die nächsten zwei Jahre aufzubewahren.
Seit 2019 gehört diese gesellschaftliche Praktik zum Immateriellen Kulturerbe der UNESCO.

## Geschichte

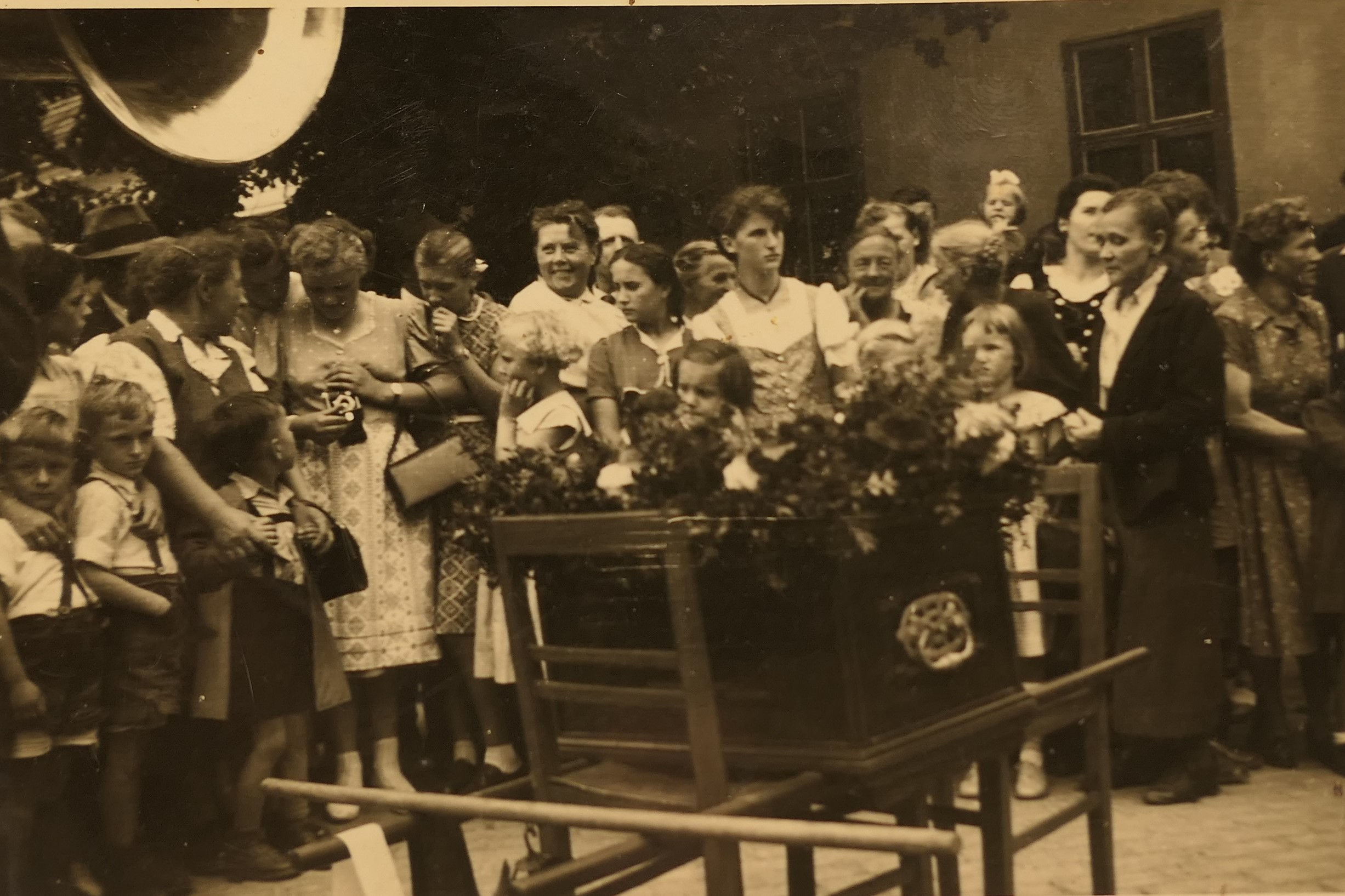
Die Hauerlade beim Weinhauerumzug in Mistelbach (August 1949)

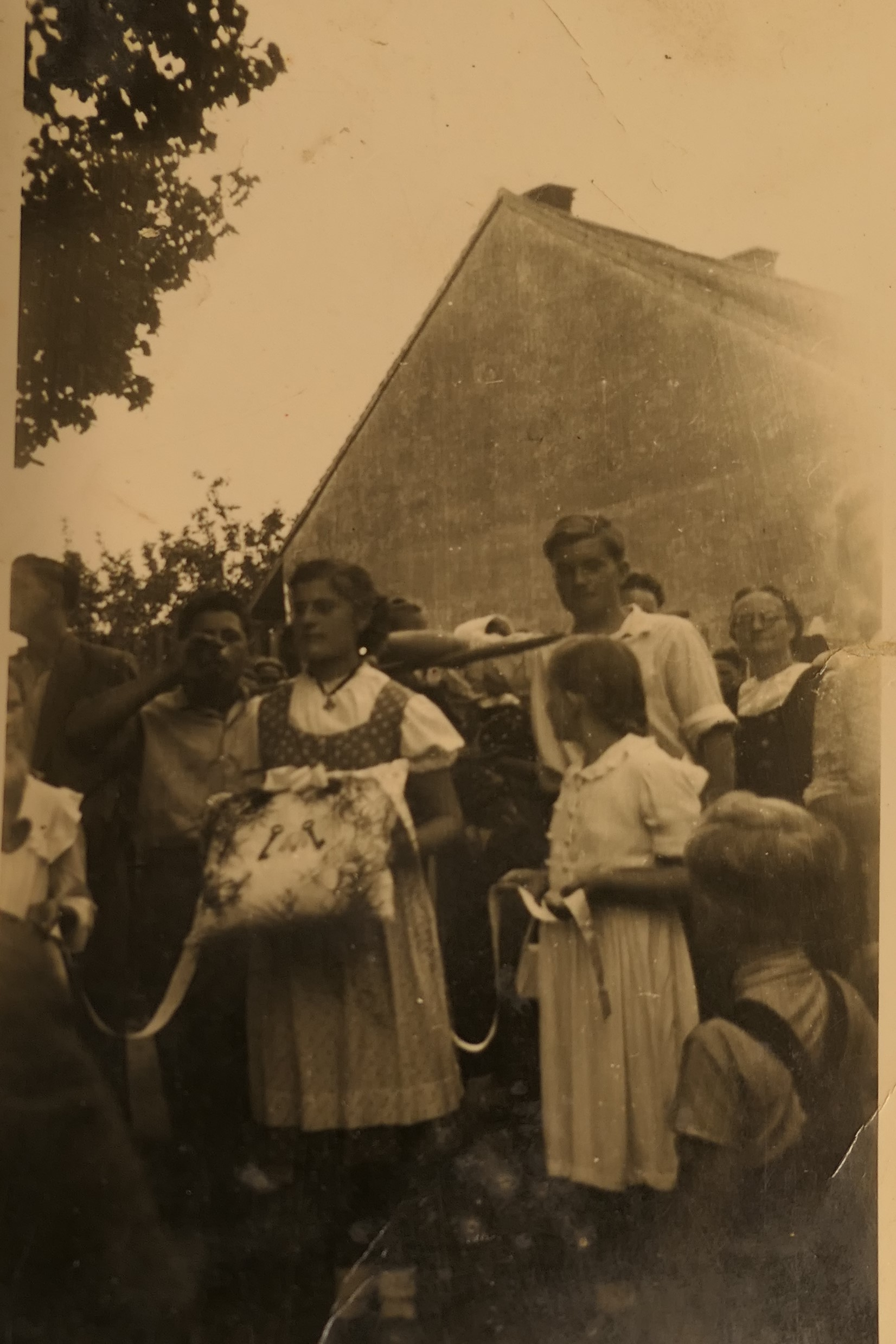
Polster mit Schlüsseln beim Weinhauerumzug in Mistelbach (August 1949)

Die Hauerzunft Mistelbach wurde als Interessensgemeinschaft der freien Weinbauern am 20. Mai 1698 gegründet, nachdem sie von Maximilian II. von Liechtenstein und dem kaiserlichen Hof genehmigt wurde und auf Veränderungen im Weinbau reagierte.

## Die Hauerlade
Bei der Hauerlade handelt es sich um die Zunfttruhe der Hauerzunft Mistelbach. Diese spielte bei Innungszusammenkünften eine große Rolle und diente als Kasse, in der Privilegien, Zunftrechnungen und Mitgliedsbücher aufbewahrt wurden. Auch heute wird sie noch in dieser Funktion genutzt und bewahrt Protokolle und Rechnungen seit der Gründung 1698, den originalen und einen lateinischen Stiftungsbrief, Urkunden, Rechtsdokumente, Siegel und Medaillen.

## Das Ladumtragen
Die Hauerlade wurde beim Oberzechmeister, einem Mitglied des Vorstands, aufbewahrt. Sie wechselte mit der Neuwahl des Oberzechmeisters alle zwei Jahre den Besitzer. Zu diesem Anlass wurde sie feierlich am Hauerkirtag, d. h. dem Sonntag rund um das Bartholomäusfest am 24. August, beim Weinhauerumzug, dem Ladumtragen, durch Mistelbach zum Nachfolger getragen.

## Aktuelles Brauchtum
Termin für das im Zwei-Jahres-Rhythmus stattfindende Ladumtragen ist nach wie vor der am Sonntag vor oder nach dem Bartholomäusfest abgehaltene Mistelbacher Hauerkirtag. Die Zunft hat zwölf Vorstandsmitglieder und rund 120 Mitglieder. Für den geschäftlichen Ablauf sorgt der Zechschreiber, für den Umzug ein Organisationskomitee. Bei den Stationen des Umzugs werden humorvolle Sketches mit Anekdoten aus dem Weinkeller aufgeführt.

### Abfolge beim Umzug
Beim Umzug schreitet der mit einem blauen Fürtuch adjustierte Zechknecht voran, er trägt einen mit Ähren und Blumen geschmückten Stab. Direkt hinter ihm folgt die Blasmusikkapelle. Es folgen zwei Burschen mit dem Hauerschild, eine Schlosserarbeit, die eine kronenartige Form aufweist; am Kronenreifen hängen in Miniaturform eine Schaufel und ein Rechen sowie drei aus Holz geschnitzte blaue Trauben. Es folgt ein Mädchen, das auf einem Pölsterchen gebettet die beiden Ladschlüsseln präsentiert, links und rechts schreitet je ein Begleitmädchen. Dahinter folgt die von vier Burschen getragene Zunftlade. Weiters folgen dem Zug einige geschmückte Wägen. Im Festzug befinden sich auch Kinder mit einer Weinbeergeiß sowie die Mistelbacher Volkstänzer mit dem Bandlbaum.